# Fäbodtjärnen (Stensele socken, Lappland, 722473-155330)
Fäbodtjärnen är en sjö i Storumans kommun i Lappland och ingår i Umeälvens huvudavrinningsområde.